# Carl Anton von Meyer
Carl Anton von Meyer, noto anche come Karl Antonovič von Mejer, in russo Карл Антонович фон Мейер? (Vicebsk, 1º aprile 1795 – San Pietroburgo, 24 febbraio 1855), è stato un botanico ed esploratore tedesco naturalizzato russo.

## Biografia
Venne istruito presso l'università di Tartu (1813-1814) come studente di Karl Friedrich von Ledebour, col quale intraprese un viaggio scientifico in Crimea (1818). Nel 1826, con Ledebour e Alexander von Bunge, prese parte ad una spedizione sui monti Altaj e nella steppa del Kazakistan. Le piante raccolte durante il viaggio formarono la base del "Flora Altaica" (pubblicato in quattro volumi tra il 1829 ed il 1833).
Nel 1835 iniziò a lavorare come botanico per la Accademia russa delle scienze a San Pietroburgo, dove condusse ricerche con Friedrich Ernst Ludwig von Fischer. Nel 1844 prese il posto di Carl Bernhard von Trinius come direttore del museo botanico dell'accademia, e nel 1850 sostituì Fischer a capo dell'orto botanico imperiale. Mejer fu l'unico botanico ad aver ricoperto entrambi i ruoli, restando a capo dell'orto botanico e del museo contemporaneamente fino alla morte giunta nel 1855.

## Opere
Tra le opere che scrisse ci sono trattati sulle famiglie vegetali di Brassicaceae e Polygonaceae. LA seguente lista è solo un breve estratto:
- Enumeratio plantarum novarum a cl. Schrenk lectarum. (con Friedrich Ernst Ludwig von Fischer), 1841-1842.
- Flora Altaica; scripsit Carolus Fridericus a Ledebour, adiutoribus. Car. Ant. Meyer et Al. a Bunge. (con Karl Friedrich von Ledebour e Alexander Georg von Bunge), 1829-1833.
- Versuch einer Monographie der Gattung Ephedra : durch Abbildungen erläutert, 1846.[2]